# Massimiliano Benedetti (imprenditore)
Massimiliano Benedetti (Rimini, 1970) è un imprenditore italiano.

## Primi anni di vita e formazione
Massimiliano Benedetti è nato a Rimini, Italia, nel 1970. Nel 1996 si è laureato presso l'Università di Bologna (Alma Mater Studiorum) con un Master in Ingegneria chimica.

## Carriera
Dopo aver completato gli studi, Benedetti ha iniziato la sua carriera presso Andersen Consulting (ora Accenture) nel dipartimento Change Management. Ha gestito progetti focalizzati sull'informatizzazione e l'ottimizzazione della supply chain.
Nel 2000, Benedetti è entrato a far parte di YOOX Group (ora YOOX NET-A-PORTER GROUP) durante la sua prima fase di start-up, lavorando a stretto contatto con il fondatore Federico Marchetti.
Dal 2013, Benedetti si è concentrato sul lavoro imprenditoriale e di consulenza. È un membro indipendente del consiglio di amministrazione, stratega digitale e investitore privato, con interessi in iniziative Internet in tutto il mondo. Ricopre posizioni nel consiglio di amministrazione di diverse aziende, tra cui De'Longhi, Luisaviaroma, H-Farm, Reda, Tomorrow Ltd, Mercato Centrale e Cesarine.com.

## Vita privata
Benedetti è un collezionista d'arte, incentrato sulle opere legate al regista Federico Fellini, anch'egli originario di Rimini. Possiede la collezione "Fellini's Pricks", esposta privatamente in collaborazione con il Museo Fellini di Rimini nel 2022.